# Maba Jobe
Maba Jahou Jobe (* 1964 in Farafenni; † 12. Juli 2023) ist ein gambischer Offizier und Politiker, der kurzzeitig als Außenminister des westafrikanischen Staates fungierte.

## Leben
Schon Jobes Vater spielte in der Geschichte Gambias eine Rolle, wie historische Dokumente zeigen. Er war es, der 1965 zur Unabhängigkeit Gambias den Union Jack eingeholt und in einer feierlichen Zeremonie die rot, weiß, blau, weiß und grüne Flagge Gambias gehisst hatte.
Jobe war in den 1990er Jahren Offizier bei den Streitkräften von Gambia, denen er 1984 beitrat. Er erreichte in seiner militärischen Laufbahn den Rang eines Majors. Im Juli 1992 trat er aus der Armee aus und im Oktober desselben Jahres in den diplomatischen Dienst ein. Er war damit der erste Offizier der Gambia National Gendarmerie und der Gambia National Army.
Zunächst war er stellvertretender Hochkommissar in London, bis er 1996 als Hochkommissar in Nigeria ernannt wurde. Er trat nach fünf Jahren 2001 von diesem Amt zurück.
Am 19. Oktober 2006 wurde er im Rahmen einer Kabinettsumbildung als neuer Außenminister von Gambia angekündigt. Die Ernennung wurde aber am 25. Oktober von Jammeh für nichtig erklärt und stattdessen Bala Garba-Jahumpa das Ressort des Außenministeriums zugeordnet.